# トマス・フィッツアラン (第17代アランデル伯)
第17代（10代）アランデル伯トマス・フィッツアラン（Thomas Fitzalan, 17th (10th) Earl of Arundel, 1450年 - 1524年10月25日）は、第16代（9代）アランデル伯ウィリアム・フィッツアランと、第5代ソールズベリー伯リチャード・ネヴィルとソールズベリー女伯アリス・モンタギューの長女ジョーン・ネヴィルの息子。「キングメーカー」ことウォリック伯リチャード・ネヴィルの甥にあたる。

## 生涯
1461年6月27日、エドワード4世の戴冠式でバス騎士とされ、1474年2月26日にはガーター騎士に選ばれた。マルトレイヴァース卿として、1483年7月6日のリチャード3世の戴冠式に貴族の一人として出席し、1471年にはマルトレイヴァース卿として議会に出席した。1486年9月、ヘンリー7世の長男アーサーの名付け親となり、1487年11月25日にはエリザベス・オブ・ヨークの戴冠式で杖と鳩の冠を授かった。1488年には父の後を継ぎアランデル伯となった。1489年7月19日と1517年の2度、ガーター騎士団副団長に選出された。1489年にはニュー・フォレストの管理人に任命された。トマスは他のガーター騎士団員全員と共に、1520年に、ヘンリー8世とフランス王フランソワ1世の間で行われた会談（現在「金襴の陣」として知られる）に出席した。
トマスは1524年10月25日、サセックスのシングルトンのダウンリー・パークにて74歳で亡くなり、妻と共にアランデルの参事会教会に埋葬された。1524年10月12日付の遺言は、同年11月29日に承認された。

## 結婚と子女
1466年2月17日の少し前に、マーガレット・ウッドヴィル（1492年8月4日以前没）と結婚した。マーガレットは初代リヴァーズ伯リチャード・ウッドヴィルの7番目の娘で、エドワード4世の王妃エリザベス・ウッドヴィルの妹であった。トマスとマーガレットの間には2人の息子と2人の娘がいた。
- ウィリアム（1476年 - 1544年） - 第18代アランデル伯
- エドワード
- マーガレット - 初代リンカーン伯ジョン・ド・ラ・ポールと結婚[7]
- ジョーン（1508年11月14日没）[8] - 第5代バーガヴェニー男爵ジョージ・ネヴィルと結婚。ホークヤードによれば、この結婚には子供はいなかったが、リチャードソンによれば、この結婚で生まれた二人の娘、エリザベス・ネヴィルは初代ブリッジウォーター伯ヘンリー・ドーベニーと結婚し、ジェーン・ネヴィルは初代モンタギュー男爵ヘンリー・ポールと結婚した[9][10][11][12][13]。